# Eupromus
Eupromus es un género de escarabajos longicornios de la tribu Lamiini.

## Distribución
Se distribuye por Asia.

## Especies
- Eupromus laosensis Breuning, 1968
- Eupromus nigrovittatus Pic, 1930
- Eupromus ruber (Dalman, 1817)
- Eupromus simeco Holzschuh, 2013